# (20040) Tatsuyamatsuyama
(20040) Tatsuyamatsuyama est un astéroïde de la ceinture principale découvert en 1992.

## Description
(20040) Tatsuyamatsuyama a été découvert le 21 novembre 1992 à l'observatoire Geisei à Kōchi (Japon) par Tsutomu Seki.

### Caractéristiques orbitales
L'orbite de cet astéroïde est caractérisée par un demi-grand axe de 2,45 UA, un périhélie de 1,90 UA, une excentricité de 0,22 et une inclinaison de 7,50° par rapport à l'écliptique. Du fait de ces caractéristiques, à savoir un demi-grand axe compris entre 2 et 3,2 UA et un périhélie supérieur à 1,666 UA, il est classé, selon la JPL Small-Body Database, comme objet de la ceinture principale.

### Caractéristiques physiques
(20040) Tatsuyamatsuyama a une magnitude absolue (H) de 15,3 et un albédo estimé à 0,031.